# 香港特別行政區成立二十三周年紀念
香港特別行政區成立二十三週年紀念是香港特別行政區政府與非政府組織所統籌的一連串為慶祝2020年7月1日香港回歸中國二十三週年的紀念活動。惟因香港於2020年初遇上2019冠狀病毒病危機以及香港特別行政區政府於過去一年對反對逃犯條例修訂草案運動之處理手法受到批評，惹來大部份人對中華人民共和國、中國人身份及香港特區政府反感，加上因應疫情而實施的多項社交距離措施，該年度的慶祝活動與相關活動的規模和參與人數都較以往少。另外，因香港特別行政區維護國家安全法於未經香港本地立法程序卻由全國人民代表大會常務委員會頒布實施，當中不少條文牴觸本地法例對自由的保障，並容許中國內地人員於本地境內執法，香港的自治程度被指進一步收緊，部份香港人視2020年7月1日當日為香港的「第二次回歸日」，但也有人認為一國兩制已於當日起失效，被「一國一制」取代。

## 慶祝活動

### 「撐國法慶回歸」集會
6月30日，保衛香港運動於金鐘添馬公園草坪位置舉行約一小時的「撐國法慶回歸」集會，活動約四十人參與，他們多穿白色衣服，戴上印有「保衛香港運動」的深藍色帽。參與者於集會期間唱中華人民共和國國歌並於高呼「慶祝成功立法，恭賀香港回歸」後開香檳，稱要慶祝香港回歸中國二十三周年及順利訂立港區國安法。

### 新界東青年單車啟航賀回歸
6月26日，民建聯大埔支部及北區支部、新社聯大埔地區委員會及北區地區委員會合辦的「新界東青年單車啟航賀回歸」。參與者以年輕人為主，從大美督騎單車至船灣淡水湖，祝賀香港回歸祖國23年 。

## 反應

### 回歸日被視為「第二次回歸」
因港區國安法於未經香港本地立法程序卻由全國人大常委會頒布實施，當中不少條目牴觸本地法例對自由的保障，並容許中國內地人員於本地境內執法，部份香港人視2020年7月1日當日為香港的「第二次回歸日」，香港的自治程度進一步被收緊。澳洲、奧地利、比利時、加拿大、丹麥、芬蘭、法國、冰島、愛爾蘭、德國、日本、荷蘭、挪威、瑞典、瑞士、英國等二十七個國家發聲明表示對香港之前途深感憂慮，認為中共制定港區國安法將進一步侵蝕香港的權利和自由

### 國際對回歸二十三週年冷淡
因應全球2019冠狀病毒病疫情令中華人民共和國與多國關係緊張及中共中央對港態度改變，國際間對香港回歸二十三周年大多不感喜悅。由於出入境限制，該年並沒有海外嘉賓參與於灣仔舉行的慶回歸酒會。香港於該年6月之旅客量亦較上年同期大跌。

### 七一遊行
民陣依照慣例在7月1日發起七一遊行，惟這一年的遊行被香港警務處發出反對遊行通知書及禁止集會通告書，為回歸二十三年來之第一次。而上萬市民則承繼傳統，照樣上街遊行。部份警員於港島多處驅散示威者期間的手法惹來示威者不滿，於香港島多處激起警民衝突。多場衝突造成至少26人受傷送院，15人需要留院治理。

## 爭議
7月9日，中華輝煌會在旺角雅蘭中心4樓稻香筵開十多席，舉行「慶回歸 創輝煌」歌舞晚會，參加者包括九龍社團聯會副會長梁芙詠、海南省政協林博等。當晚活動中有表演者在台上歌舞，大部分人皆沒有戴口罩，其後，當晚的參與者中，有超過30人確診COVID-19。被認出有參與活動的公共小型巴士總商會主席凌志強表示自己只是短暫停留，在拍照時有摘下口罩，但不擔心染疫。食物及衛生局指，根據2020年第68號號外公告 （页面存档备份，存于）發出的指示，由7月3日起至7月16日生效期間，除在該處所內飲食時外，須一直佩戴口罩，表演者亦須一直佩戴口罩。